# Hygrophoropsis
Hygrophoropsis — рід грибів родини Hygrophoropsidaceae. Назва вперше опублікована 1929 року.
В Україні зустрічається Лисичка несправжня (Hygrophoropsis aurantiaca).

## Галерея

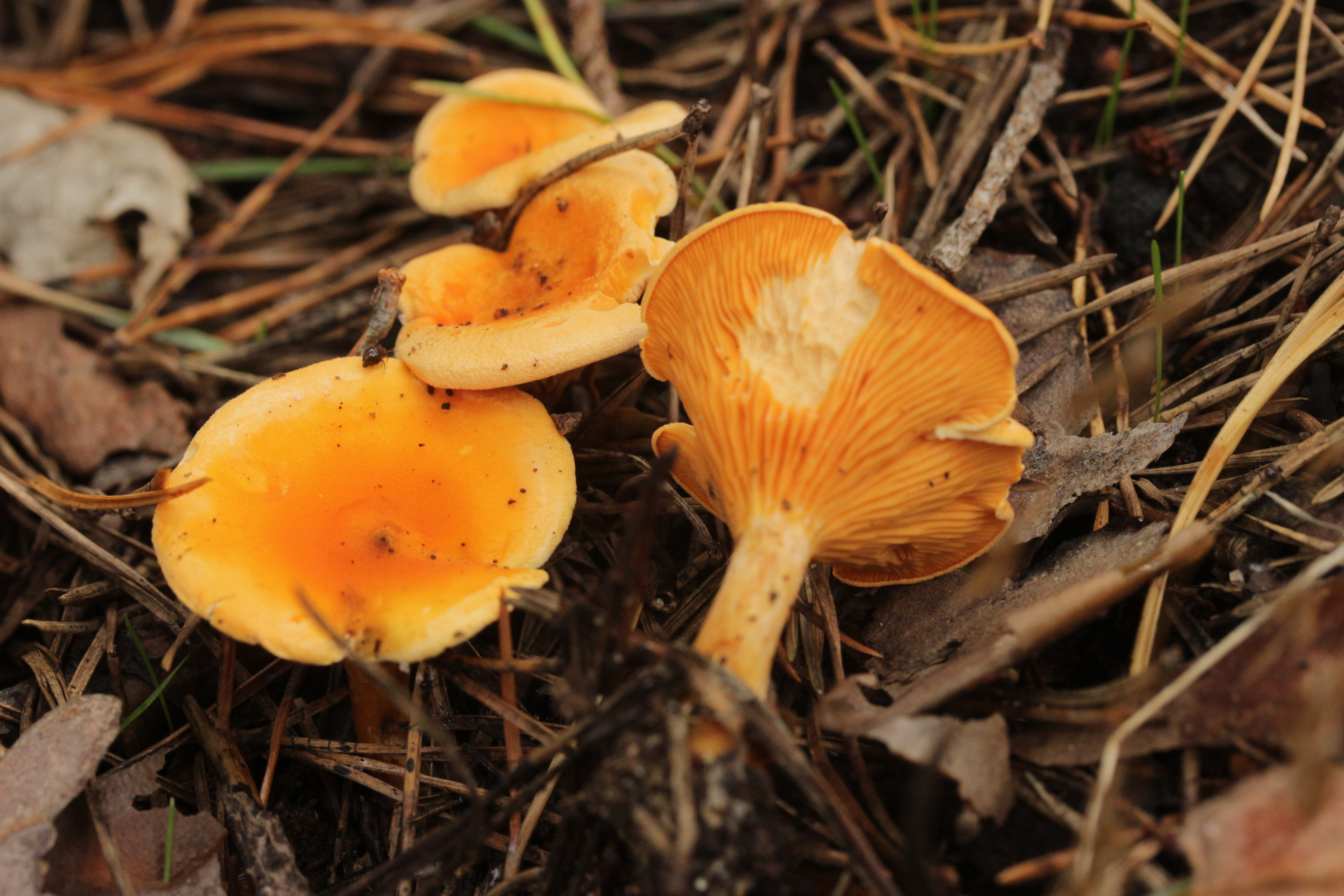
Hygrophoropsis aurantiaca
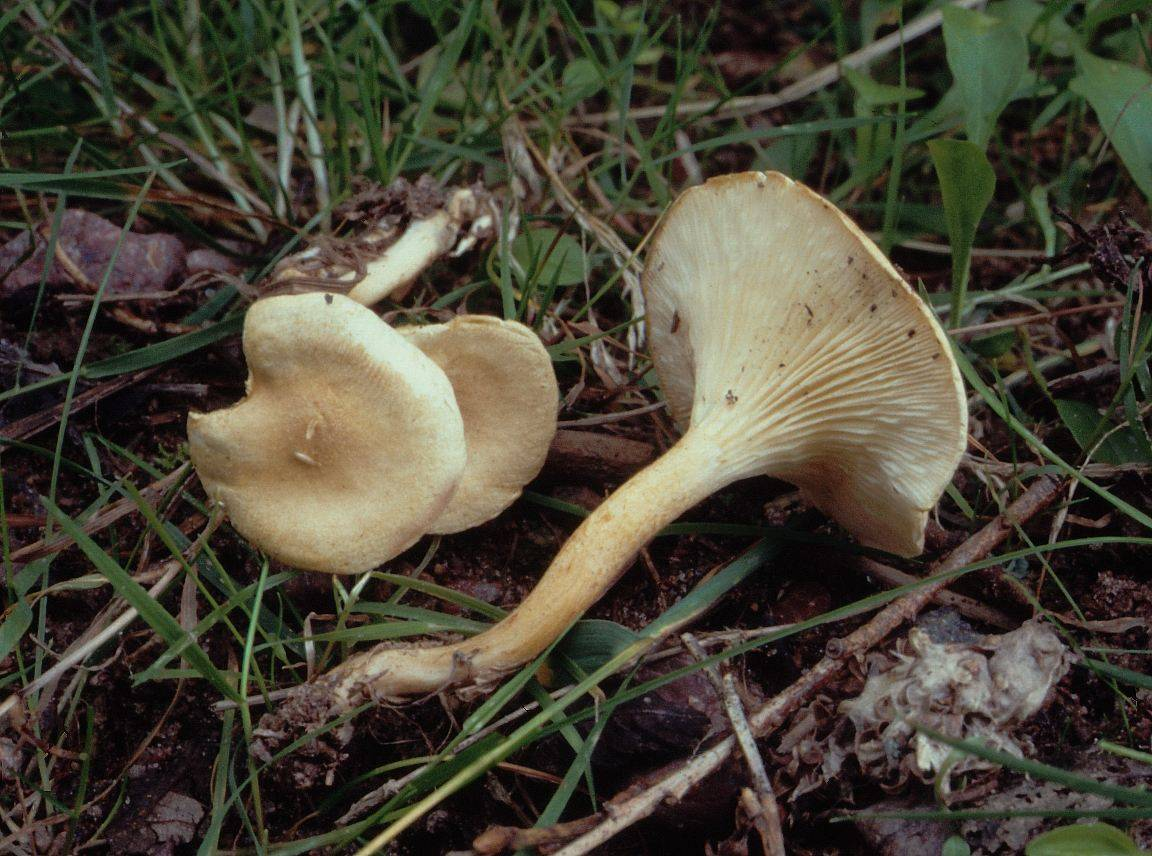
Hygrophoropsis macrospora
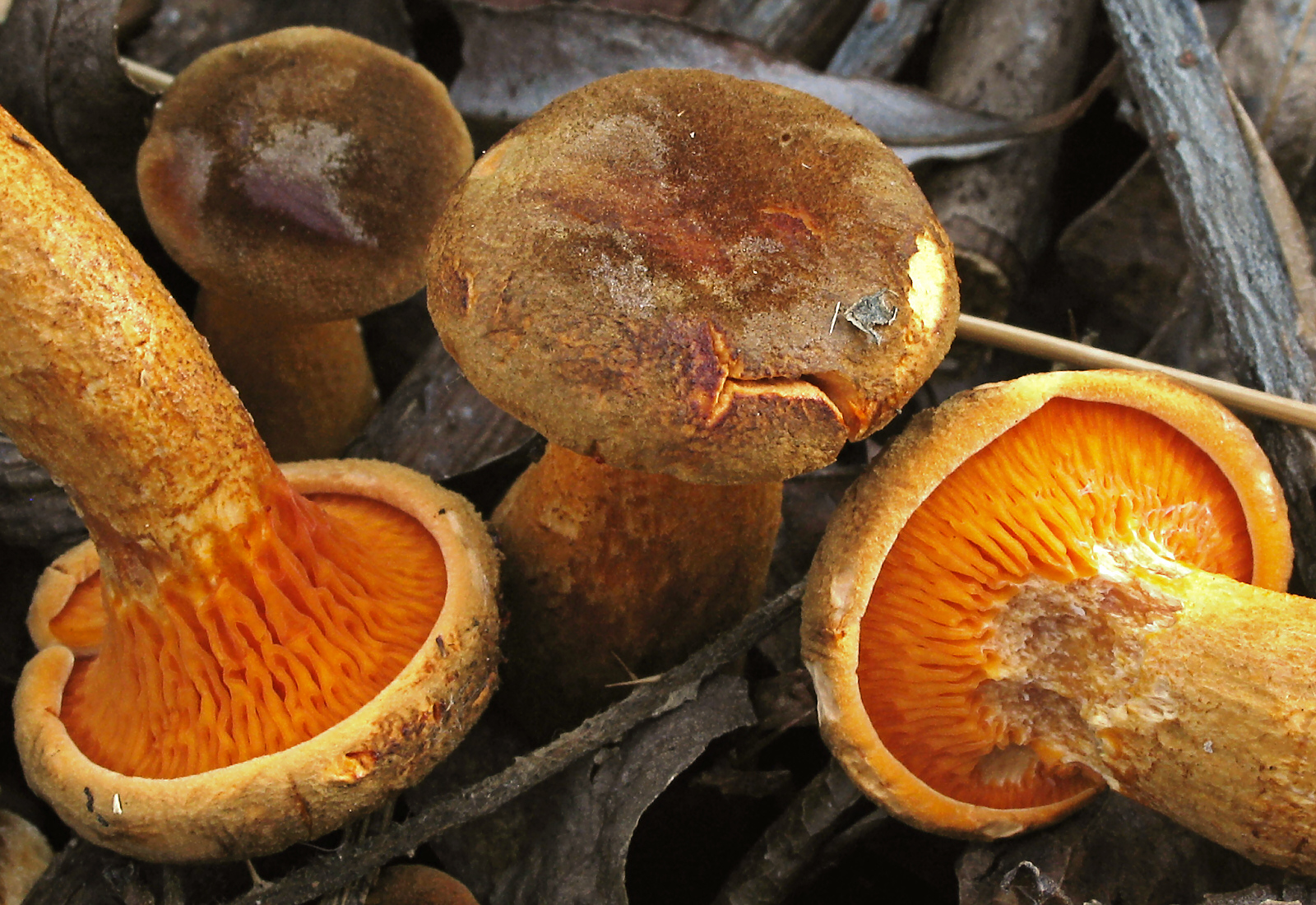
Hygrophoropsis rufa